# Elephantomyia adirondacensis
Elephantomyia adirondacensis là một loài ruồi trong họ Limoniidae. Chúng phân bố ở miền Tân bắc.